# Astragalus lehmannianus
Astragalus lehmannianus är en ärtväxtart som beskrevs av Aleksandr Andrejevitj Bunge. Astragalus lehmannianus ingår i släktet vedlar, och familjen ärtväxter. Inga underarter finns listade i Catalogue of Life.